# 烏利亞諾波利斯

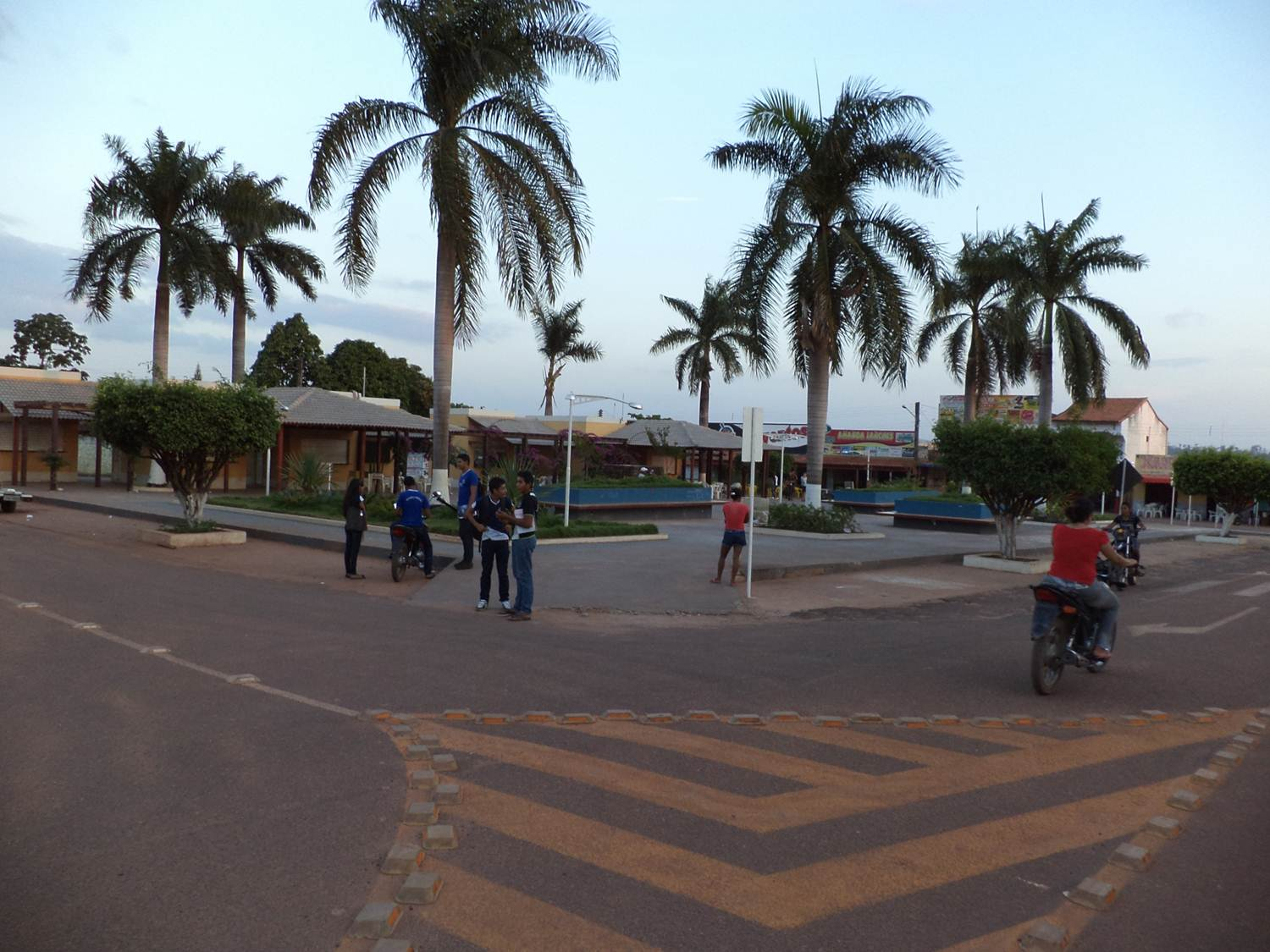
烏利亞諾波利斯

烏利亞諾波利斯（葡萄牙語：Ulianópolis），是巴西的城鎮，位於該國北部，由帕拉州負責管轄，始建於1993年12月13日，面積5,081平方公里，海拔高度130米，2010年人口51,880，人口密度每平方公里10.21人。